# Magoo's Puddle Jumper
Magoo's Puddle Jumper é um filme de animação em curta-metragem estadunidense de 1956 dirigido e escrito por Pete Burness e Dick Shaw. Venceu o Oscar de melhor curta-metragem de animação na edição de 1957.